# Münsterské knížecí biskupství
Münsterské knížecí biskupství, nazýváno též Knížecí biskupství münsterské (německy Fürstbistum Münster; Bistum Münster, Hochstift Münster), byl církevní stát (tzv. církevní knížectví) Svaté říše římské nacházející se v západní části Dolního Saska (dnešním Severním Porýní-Vestfálsku). Knížecí biskupství sousedilo s Nizozemskem a Klevskem na západě, s hrabstvím Mark na jihu, a na východě pak s knížecími biskupstvími Paderbornem a Osnabrückem.

## Historie
Münsterská diecéze byla založena již kolem roku 795 Karlem Velikým jako sufragánní biskupství Kolínské arcidiecéze, když právě vrcholila válka s pohanskými Sasy. 
V 16. století zasáhlo území katolického biskupství postupující reformace a mnoho poddaných ve velkých městech jako byl Münsteru se stalo luterány. Tehdejší knížecí biskup František z Waldecku se rozhodl proti reformaci nezasahovat, neboť v ní viděl příležitost jak uchvátit pro sebe církevní území všech tří knížecích biskupství Münster, Minden a Osnabrück jejich přetvořením na světské knížectví. Dokonce vstoupil do Šmalkaldského spolku, tedy na stranu protestantských knížat proti katolíkům a císaři, ale později byl nucen zasáhnout proti anabaptistům v Münsteru, jež byli hrozbou jeho autority. Také další katoličtí biskupové více či méně koketovali s protestantismem, ale k zamýšlené proměně biskupství na světské knížectví již nedošlo. V zemi se prosadila protireformace, což se projevilo příchodem jezuitů a zakládáním nových klášterů.
Od 16. do 18. století se biskupství spojovalo v personální unii s jedním či více církevními knížectvími jako Kolínské kurfiřtství, knížecí biskupství Paderborn, Osnabrück, Hildesheim a Lutych. V roce 1802 bylo lnížecí biskupství münsterské sekularizováno a připojeno k Prusku.